# Matsudaira Yoritsune

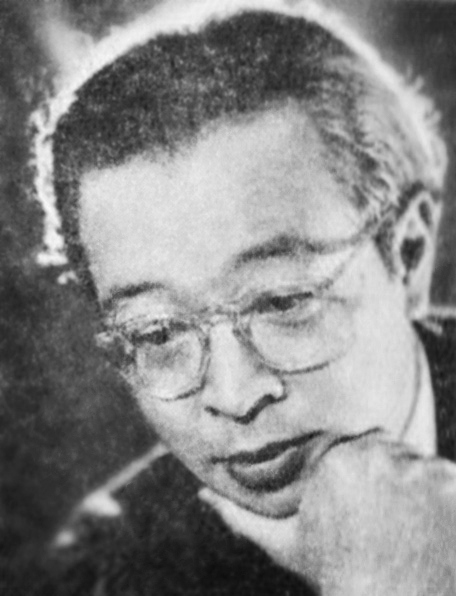
Matsudaira Yoritsune

Matsudaira Yoritsune (jap. 松平 頼則; * 5. Mai 1907 in Koishikawa, Stadt Tokio (heute: Bunkyō, Tokio); † 30. Oktober 2001 in Tokio) war ein japanischer Komponist.

## Leben
Matsudaira ist der älteste Sohn des früheren Vizegrafen (Shishaku) Matsudaira Yorinari und Enkel des Fürsten (Daimyō) Matsudaira Yorifumi. Er studierte bei Alexander Tscherepnin Komposition und bei Henri Emile Gil-Marchex Klavier. Seine Kompositionen fanden rasch in Europa Anklang, Herbert von Karajan dirigierte 1952 sein Thème et variations in Wien, Pierre Boulez führte 1958 seine Figures sonores in Paris auf. Beim XXVIII. Festival der Internationalen Gesellschaft für Neue Musik (ISCM World Music Days) 1954 in Haifa erhielt er einen ersten Preis für Metamorphoses d'apres Saibara. An den ISCM World Music Days wurden seine Werke 1952, 1954, 1957, 1959, 1963, 1965, 1969, 1972, 1975, 1980 und 1991 gespielt; darunter die Uraufführungen von Figures Sonores für Orchester 1957 in Zürich, Mouvements Circulatoires in 1972 Graz und Prélude 1980 in Israel. 1962 erhielt er beim Internationalen Komponistenwettbewerb in Rom den ersten Preis für das Werk Bugaku.
Matsudaira gehörte 1930 zu den Gründungsmitgliedern des Shinkō Sakkyokuka Renmei (新興作曲家連盟, dt. „Union der Komponisten neuer Tendenz“). Seit 1953 war er Sekretär, von 1956 bis 1960 Präsident der japanischen Sektion der IGNM.
Matsudaira komponierte eine Oper (Genji Monogatari, Die Geschichte vom Prinzen Genji, 1990–93, Teile davon wurden bei den ISCM World Music Days 1991 in Zürich aufgeführt), Konzerte, Serenaden, Chorwerke und Lieder. Er verwendete teils europäische, teils auch traditionelle japanische Instrumente.
1996 wurde er zum Bunka Kōrōsha, zur Person mit besonderen kulturellen Verdiensten, ernannt.
Auch sein Sohn Yoriaki (1931–2023) wurde als Komponist bekannt.